# Władimir Obruczew
Władimir Afanasjewicz Obruczew (ros. Владимир Афанасьевич Обручев, ur. 28 września?/10 października 1863 w Klepieninie, zm. 19 czerwca 1956 w Moskwie) – rosyjski i radziecki geolog i geograf, badacz Syberii i środkowej Azji.

## Życiorys
Urodził się w rodzinie szlacheckiej jako syn pułkownika. W związku z rodzajem pracy ojca, w dzieciństwie często zmieniał miasta zamieszkania, mieszkając m.in. w Kaliszu, Mławie, Brześciu, Radomiu i Wilnie, w 1881 skończył wileńską szkołę realną, a w 1886 Petersburski Instytut Górniczy. Od września 1888 pracował w Irkucku jako geolog, później brał udział w ekspedycjach naukowych, m.in. w latach 1892–1894 do północnych i środkowych Chin. W latach 1901–1912 profesor Instytutu Technologii w Tomsku, 1921–1929 Akademii Górniczej w Moskwie, a od 1921 członek Akademii Nauk ZSRR; ważne znaczenie mają jego prace zwłaszcza dotyczące tektoniki, złóż kopalin użytecznych, geomorfologii oraz geografii. Autor 3872 prac naukowych, w tym wielu podręczników i książek popularnonaukowych, m.in.: Istorija gieołogiczeskogo issledowanija Sibiri (t. 1-5, 1931–1949), Gieołogija Sibiri (t. 1-3, 1935–1938), Izbrannyje raboty po gieografii Azii (t. 1-3, 1951). W 1930 został członkiem Komisji Akademii Nauk ZSRR ds. Badań Wiecznej Zmarzliny, w 1936 udał się na wyprawę badawczą w góry Ałtaju, w latach 1941–1943 pracował w ewakuacji w Swierdłowsku.
Pisał także powieści, w tym utrzymaną w konwencji powieści fantastyczno-podróżniczej Plutonię (1915).
Jego syn, Siergiej Obruczew, był także geografem i geologiem.

## Odznaczenia i nagrody
- Medal Sierp i Młot Bohatera Pracy Socjalistycznej (10 czerwca 1945)
- Order Lenina (pięciokrotnie – 9 września 1943, 10 czerwca 1945, 17 października 1948, 19 września 1953 i 9 października 1953)
- Order Czerwonego Sztandaru Pracy (27 października 1938)
- Nagroda Stalinowska (dwukrotnie – 1941 i 1950)
- Order Świętego Włodzimierza IV klasy (1895)
- Nagroda Leninowska (1926)
- Medal „Za ofiarną pracę w Wielkiej Wojnie Ojczyźnianej 1941–1945” (1945)
- Medal 800-lecia Moskwy (1948)
- Order Czerwonego Sztandaru Pracy (Mongolska Republika Ludowa, 1948)
- Medal 25-lecia Mongolskiej Republiki Ludowej (Mongolska Republika Ludowa, 1946)

I inne.